# Malva
Pour les articles homonymes, voir Malva (homonymie).
Genre
Malva est un genre de plantes à fleurs qui regroupe les mauves « véritables », herbacées annuelles ou vivaces de la famille des Malvacées.

## Phytonymie
Le nom français (mauve), les noms italiens et espagnols (malva), anglais (mallow), allemand (Malve) dérivent tous de la racine malva, nom botanique de ces plantes qui désignait en latin différentes Malvacées. Son étymologie remonterait au grec ancien μαλάχη (malákhē) ou μολόχη (molókhē), grec moderne μολόχα (molóha), qui signifie mou ou amollir, allusion à la plante qui possède un limbe mou soutenu par des nervures palmées ou référence à ses qualités émollientes. La même racine a donné en arabe ملوخية (mloukhiya) qui désigne une autre Malvacée, la corète potagère, et le plat dont elle est la base.

## Description

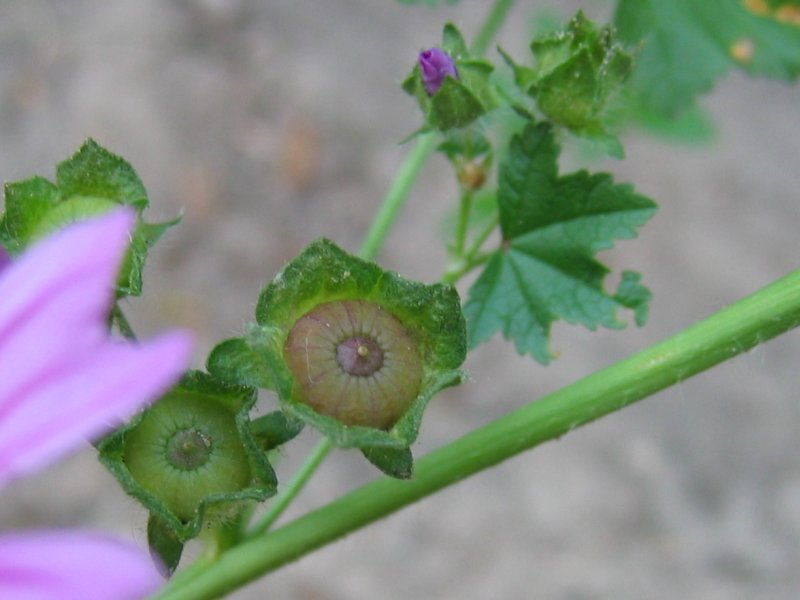
Le fruit est aplati, en forme de fromage, avec de nombreuses divisions, d'où son nom de fromageon.

Le genre Malva comporte des plantes herbacées. Les fleurs ont un calicule formé de trois pièces libres, leurs pétales échancrés varient autour du mauve (roses, lilas, violacés) et bleuissent à la dessiccation. Le fruit est formé d'un verticille de nombreux akènes (disposés en tranches d'orange).

## Taxinomie

### Liste des espèces
Selon Plants of the World online (POWO) (28 juin 2024) :
- Malva acerifolia (Cav.) Alef.
- Malva ×adulterina Wallr.
- Malva aegyptia L.
- Malva aethiopica C.J.S.Davis
- Malva agrigentina (Tineo) Soldano, Banfi & Galasso
- Malva alcea L.
- Malva arborea (L.) Webb & Berthel.
- Malva ×arbosii Sennen
- Malva assurgentiflora (Kellogg) M.F.Ray
- Malva bucharica Iljin
- Malva cachemiriana (Cambess.) Alef.
- Malva cavanillesiana Raizada
- Malva ×clementii (Cheek) Stace
- Malva ×columbretensis (Juan & M.B.Crespo) Juan & M.B.Crespo
- Malva cretica Cav.
- Malva durieui Spach
- Malva ×egarensis Cadevall
- Malva excisa Rchb.
- Malva flava (Desf.) Alef.
- Malva hispanica L.
- Malva ×inodora Ponert
- Malva ×intermedia Boreau
- Malva leonardii I.Riedl
- Malva lindsayi (Moran) M.F.Ray
- Malva ×litoralis Dethard. ex Rchb.
- Malva longiflora (Boiss. & Reut.) Soldano, Banfi & Galasso
- Malva ludwigii (L.) Soldano, Banfi & Galasso
- Malva lusitanica (L.) Valdés
- Malva maroccana (Batt. & Trab.) Verloove & Lambinon
- Malva microphylla (Baker f.) Molero & J.M.Monts.
- Malva moschata L.
- Malva multiflora (Cav.) Soldano, Banfi & Galasso
- Malva neglecta Wallr.
- Malva nicaeensis All.
- Malva oblongifolia (Boiss.) Soldano, Banfi & Galasso
- Malva occidentalis (S.Watson) M.F.Ray
- Malva olbia (L.) Alef.
- Malva oxyloba Boiss.
- Malva pacifica M.F.Ray
- Malva pamiroalaica Iljin
- Malva parviflora L.
- Malva phoenicea (Vent.) Alef.
- Malva preissiana Miq.
- Malva punctata (All.) Alef.
- Malva pusilla Sm.
- Malva qaiseri Abedin
- Malva setigera K.F.Schimp. & Spenn.
- Malva stenopetala (Coss. & Durieu ex Batt.) Soldano, Banfi & Galasso
- Malva stipulacea Cav.
- Malva subovata (DC.) Molero & J.M.Monts.
- Malva sylvestris L.
- Malva thuringiaca (L.) Vis.
- Malva tournefortiana L.
- Malva trimestris (L.) Salisb.
- Malva unguiculata (Desf.) Alef.
- Malva valdesii (Molero & J.M.Monts.) Soldano, Banfi & Galasso
- Malva verticillata L.
- Malva vidalii (Pau) Molero & J.M.Monts.
- Malva waziristanensis Blatt.
- Malva weinmanniana (Besser ex Rchb.) Conran
- Malva xizangensis Y.S.Ye, L.Fu & D.X.Duan
- Malva ×zoernigii Fleisch.

### Synonymes
Selon Plants of the World online (POWO) (28 juin 2024) :
- Anthema Medik. in Malvenfam.: 42 (1787)
- Axolopha Alef. in Oesterr. Bot. Z. 12: 258 (1862)
- Bismalva Medik. in Malvenfam.: 39 (1787)
- Dinacrusa G.Krebs in Feddes Repert. 105: 299 (1994)
- Lavatera L. in Sp. Pl.: 690 (1753)
- Navaea Webb & Berthel. in Hist. Nat. Iles Canaries 3(2; 1): 32 (1836)
- Olbia Medik. in Malvenfam.: 41 (1787)
- Saviniona Webb & Berthel. in Hist. Nat. Iles Canaries 3(2; 1): 30 (1836)
- Stegia DC. in J.B.A.M.de Lamarck & A.P.de Candolle, Fl. Franç., éd. 3, 4: 835 (1805)

## Usages

### Phytothérapie
Les plantes du genre Malva contiennent un mucilage. Les parties aériennes, feuilles et fleurs, sont utilisées comme laxatif depuis l'antiquité. Des études  au XXe siècle confirment ses propriétés anti-spasmodique et exonérante, sous forme d'intrait, d'extrait fluide ou d'infusion de fleurs. Les fleurs sont aussi utilisées en gargarisme et comme boisson dans le monde.

### Cuisine
Comme toutes les malvacées (dont la rose trémière), la mauve est comestible (fleur y compris). 
La mauve sauvage (commune dans une grande partie de la France où l’on trouve de la  mauve sylvestre et la mauve des montagnes) est cuisinée autour du bassin méditerranéen (dite Khobbiza en  Tunisie, khobize ou khoubize en Algérie, khobbiza ou baqüla au Maroc, malvaccia en Italie) notamment ses jeunes feuilles au printemps, préparée comme des épinards. 
Les fleurs sont aussi utilisées pour épaissir des sauces ou des soupes (propriétés mucilagineuses induites par des substances pectiniques,. 
En Tunisie, au Maroc et en Algérie, c’est l’ingrédient principal de la salade de khobiza ; la mauve (assez facilement trouvée dans les régions montagneuses) est équeutée et tranchée en lanières que l’on fait revenir dans de l’huile d’olive. Puis après ajout d’ail, de piment et de cumin et d’un à deux verres d’eau (en fonction de la quantité de plantes), le tout est laissé à mijoter 15 min à petit feu.

En Égypte, c’est un ingrédient de la Molokhia, une fondue verte servie avec le riz ou du pain ; cuite dans un bouillon de viande est mixée finement avec ajout au dernier moment d’ail revenu à l’huile d’olive. Elle peut alors aussi être remplacée par le Corète.
Les jeunes fruits peuvent être mangés crus en salade ; plus âgés, ils peuvent être cuits en sauce, il est conseillé d'enlever le calice coriace.

## Invasivité
Là où elle a été introduite hors de son aire naturelle de répartition (par exemple pour la mauve à feuilles rondes, Malva pusilla Sm. (= Malva rotundifolia L.) introduite en Amérique du Nord à partir de souches eurasiatiques) la plante a pu se comporter comme une « mauvaise herbe » de potagers, coloniser des sols dégradés et désaffectés ainsi que des prairies. Cette espèce s'est même — récemment — localement comportée comme une plante envahissante ou invasive sur des sols cultivés : elle y a parfois fait chuter la production de lin de plus de 90 %, de lentilles ou de blé (de plus de 30 %).